# Zakutna ulica
U romanima o Harryju Potteru britanske spisateljice J. K. Rowling i u njihovim filmskim adaptacijama, Zakutna je ulica cesta, odnosno ulica, koja se nalazi u Londonu. Dostupna je vješticama i čarobnjacima, ali skrivena je za bezjake. Međutim, bezjacima je dozvoljen pristup ulici ako dolaze kao pratnja svoje djece čarobnjaka.  Čini se da je Zakutna ulica ekonomsko središte britanskog čarobnjačkog svijeta. U ulici se, između ostalog, nalaze Ollivanderova trgovina čarobnih štapića (proizvođač kvalitetnih čarobnih štapića od 382. godine prije Krista), banka Gringotts koju vode goblini i Odjeća za sve prigode kod gospođe Malkin. Ostale trgovine uključuju knjižaru Krasopis i bugačica, Eeylopsovu kuću sova, Kvalitetnu metlobojsku opremu i Šuplji kotlić.
Postoje i druga mjesta za kupovinu osim Zakutne ulice: mjestašce Hogsmeade u blizini Hogwartsa i ozloglašena Ulica Nokturno u kojoj se većinom nalaze dućani u koje ne zalaze pošteni čarobnjaci kao što su Borgin i Burkes koji prodaju uklete predmete i predmete za bavljenje crnom magijom.
Jedan od ulaza u Zakutnu ulicu je u Šupljem kotliću. Kako bi se došlo do Zakutne ulice, treba doći do zida koji se nalazi iza gostionice i kucnuti određenu ciglu nakon čega se u sredini zida pojavljuje rupa kao ulaz u Zakutnu ulicu. Zbog pojačanog prometa u i iz Zakutne ulice, u nju se češće putuje drugim magičnim načinima kao što su aparacija ili korištenje Letimreže. 
DVD izdanje filma Harry Potter i Odaja tajni uključuje "obilazak" Zakutne ulice u obliku malog filma koji je sniman na istom filmskom setu kao i sam film.

## Čarobnjačka banka Gringotts
Gringotts je čarobnjačka banka i najsigurnije mjesto na svijetu za čuvanje stvari (osim možda Hogwartsa). Nalazi se u Zakutnoj ulici i kao velika mramorna zgrada posebno se ističe među mnogobrojnim dućanima. Gringotts vode goblini, iako među zaposlenicima ima i ljudi (npr. Ronov brat Bill). Sefovi banke su strogo čuvani i imaju razne magične zaštite npr. niti jedan sef ne može otvoriti niko drugi osim goblina koji radi tamo, u nekim sefovima ako dragocjenost dodirne osoba koja joj nije vlasnik, ta stvar se automatski duplicira u mnoštvo vrelih, lažnih komada istog predmeta, zatim najvažnije sefove čuvaju zmajevi i sl. Čak ni sam put do određenog sefa nije bezazlen. 
Putuje se malim tračnicama koje upravlja goblin, a ako dođe do sumnje da kolica voze uljeza zavojiti put će odvesti do velikog vodopada koji suzbija svaku krinku i čaroliju koju lopov ima na sebi. Zatim, ako lopov provali u sef, svaki put kad dotakne neki predmet, on će se umnogostručiti i u sefu će postajati sve vruće i naposljetku lopov može od usijanog metala zadobiti teške opekline. U HP7 su na ulazu Gringottsa bili čuvari sa zlatnim šipkama, takozvane napipavalice poštenja koje otkrivaju skrivene predmete.  

## Dnevni prorok
Najpoznatije čarobnjačke novine. Likovi na slikama u novinama se pokreću. Urednica Dnevnog proroka, Rita Skeeter, do svih "sočnih" priča dolazi u obliku kukca. Harryja je pozvala na intervju za Dnevni prorok (HP4).
Većina vijesti je napisana u obliku laži ili iskrivljene istine. 

## Eeylopsova kuća sova
Eeylopsova kuća sova trgovina je u kojoj se prodaju sove. Spomenuto je da ima šumske, buljooke, ušare, utine, kukuvije i snježne sove. Tu je Hagrid kupio Hedvigu (HP1).

## Krasopis i bugačica
Imaju knjige za školu. Tamo je Lucius Malfoy podvalio dnevnik Toma Riddlea Ginny Weasley (HP2).

## Kvalitetna metlobojska oprema
Imaju najnovije metle. U HP1 prodaju Nimbus 2000, koju je Harry dobio u Hogwartsu. U HP3 najnovija metla je iznimno skupa Vatrena munja. Harry ju dobiva od Siriusa na Božić, ali mu ubrzo, na nekoliko tjedana, biva uzeta od strane profesorice McGonagall, predstojnice Gryffindora, kako bi zajedno s profesorom Flitwickom, predstojnikom Ravenclawa, isključila mogućnost da je ukleta. Te metle je naručila i reprezentacija Irske. 

## Ljekarna
U ljekarni se mogu kupiti razni sastojci čarobnih napitaka. Učenici Hogwartsa svake godine u njoj nadopunjuju i popunjavaju svoje zalihe za čarobne napitke.

## Magična menažerija
Vlasnica trgovine daje savjete vlasnicima kućnih ljubimaca. Prvi put se pojavljuje kada Ron odvodi Šugonju (Peter Pettigrew) na pregled. Hermione tamo kupuje Krivonju (HP3).

## Neimenovana trgovina kotlića
Prodaje kotliće. Rečeno je da ima sklopive kotliće, kotliće koji se sami miješaju, kotliće svih veličina, bakrene, kositrene, brončane, srebrne i zlatne.

## Odjeća za sve prigode kod gospođe Malkin/Butik gospođe Malkin
Tamo se kupuju svečane pelerine. Harry je tamo prvi put sreo Draca Malfoya (HP1). U HP6 Draco Malfoy je bio u toj trgovini s majkom gdje je izvrijeđao gospođu Malkin jer ga je tobože pribadačom dotaknula po lijevoj ruci gdje mu je bio utisnut Tamni znamen.

## Ollivanderova trgovina
Najbolja trgovina čarobnih štapića. Vlasnik, Ollivander, tu prodaje čarobne štapiće od 382. godine prije Krista.

## Slastičarnica Floreana Fortescuea
Harry se sprijateljio s vlasnikom slastičarnice, Floreanom Fortescue, koji je Harryja uvijek častio sladoladnim kupovima. Zbog njegova prijateljskog odnosa prema Harryju, Harry se rastužio kad je na proslavi svoga šesnaestog rođendana doznao da su smrtonoše odvukli Floreana.

## Šuplji kotlić
Mali motel kroz koji se iz Londona može doći do Zakutne ulice, omogućuje iznajmljivanje sobe na nekoliko dana. Bezjacima je nevidljiv. Tamo je Harry upoznao prof. Quirella (HP1). Šuplji kotlić vodi stari bezubi pipničar Tom.

## Weasleyjevi čarozezi
Prodavaonicu su osnovali Fred i George Weasley 1994., počeli ju reklamirati 1995., a otvorili je 1996. godine. Prodavaonica je namijenjena prodaji zabavnih predmeta, koji se većinom koriste za zabavljanje i zbijanje šala na tuđi račun, iako prodaje i predmete namijenjene Obrani od mračnih sila. Neki od predmeta koji se mogu pronaći u trgovini jesu patuljaste pufnice, prah za instant mrak, produžne uši i ljubavni napici. Prodavaonica je šareno obojana, velika i prepuna zanimljivih predmeta. U HP6 proizvodi iz Weasleyjevih čaroreza proglašeni su zabranjenima, ali to nije omelo blizance Weasley da predmete poput ljubavnih napitaka zamaskiraju tako da izgledaju, primjerice, kao sirup protiv kašlja. Učenici su tako mogli neometano unositi te predmete u školu, gdje ih je pazikuća Filch "bockao" spravom koja je otkrivala zabranjene predmete.